# Daihatsu Sirion
El Daihatsu Sirion es un automóvil de turismo del segmento B producido por el fabricante japonés Daihatsu desde el año 1998. Es un vehículo con carrocería hatchback de cinco puertas y motor delantero transversal, que está disponible con tracción delantera o en las cuatro ruedas y con caja de cambios manual de cinco marchas o automática de cuatro marchas.

## Primera generación (1998-2004)
La primera generación del Sirion, también llamado Daihatsu Storia y Toyota Duet, fue puesta a la venta en 1998. Estaba disponible con dos motores de gasolina: un tres cilindros en línea de 1.0 litros con 54 CV (40 kilovatios) de potencia máxima; y un cuatro cilindros en línea de 1.3 litros de cilindrada con 86 CV (63 kilovatios) o 100 CV (74 kilovatios). El modelo en el 2002 varió un poco con relación al tablero y a los faros delanteros y traseros, aunque las prestaciones no son diferentes.

## Segunda generación (2004-presente)

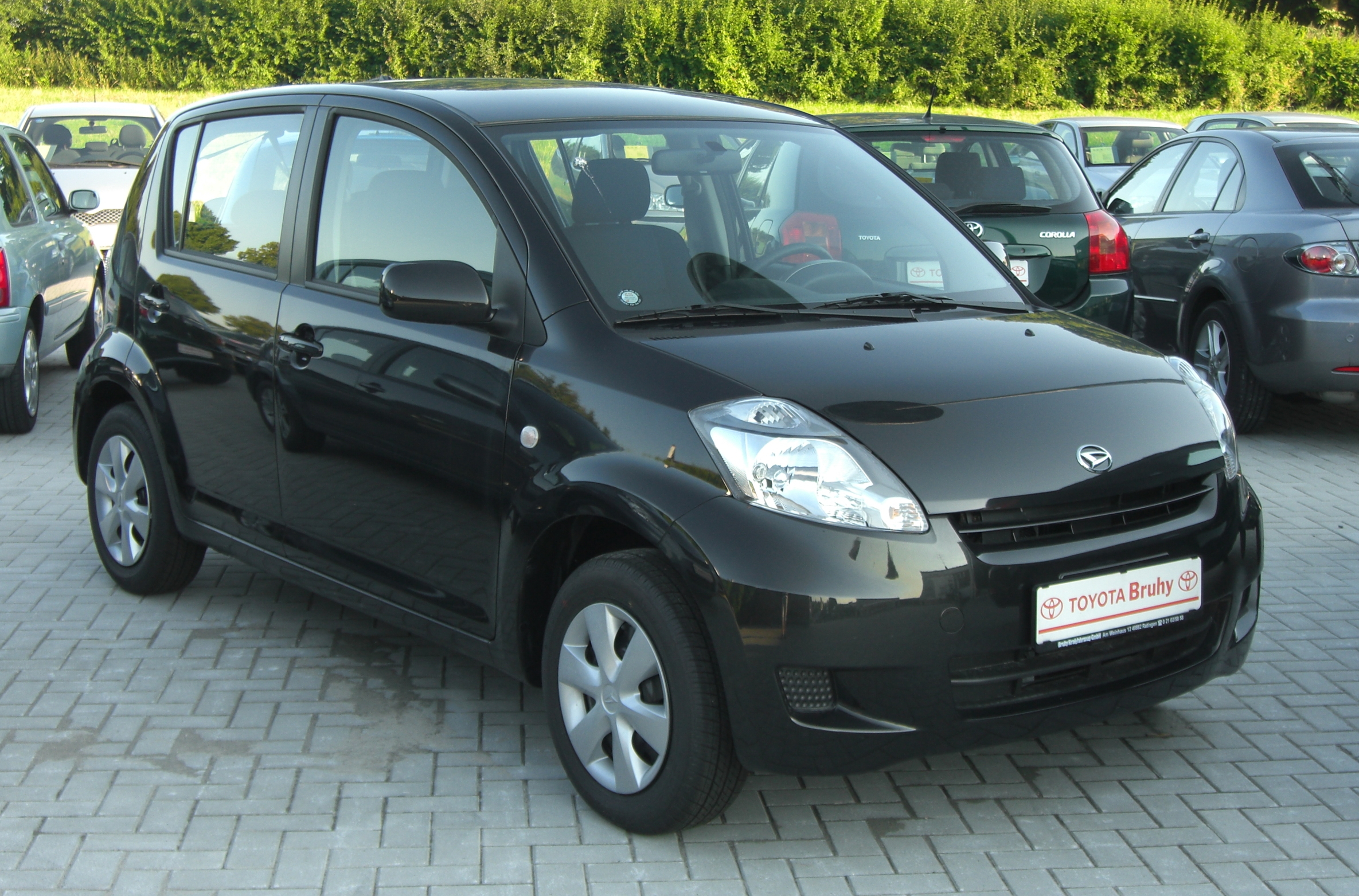
Se trata de un Daihatsu.

La segunda generación del Sirion fue lanzada al mercado en junio de 2004 y se llama alternativamente Daihatsu Boon, Toyota Passo, Perodua MyVi y Subaru Justy. El Sirion II recibió 29 puntos y cuatro estrellas en la prueba de protección a pasajeros adultos en choques de EuroNCAP.
Se ofrece con dos motores de gasolina y cuatro válvulas por cilindro: un tres cilindros en línea de 1.0 litros con 69 CV (51 kilovatios); y un cuatro cilindros en línea de 1.3 litros de cilindrada con 87 CV (64 kilovatios). En 2009 se añadirá una variante larga de siete plazas que se llamará "Boon Luminas" y "Passo Sette" que llevará un motor de gasolina de 1.5 litros con 109 CV (80 kilovatios).
En la versión de gran turismo del Daihatsu Sirion se nomina Boon x4, que cuenta con dos motores turbo con intercoolers de 1.0 L, caja de cambios de 6 velocidades más reversa y con cortadora de revoluciones a 8.000 rpm. Esta versión de Sirion trae tracción integral con 130 CV (96 kilovatios). En el Rally de Japón ganó en su categoría. Este pequeño vehículo cuesta aproximadamente 15.000 €.